# Cas Ester Quintana
Ester Quintana és una barcelonina que va perdre un ull per un impacte en la manifestació de Barcelona de la vaga general de 14 de novembre de 2012 i sosté que la seva lesió va ser producte del llançament d'un projectil per part dels Mossos d'Esquadra. Quintana afirma que va ser professora d'informàtica, gestora d'activitats culturals, i va portar un bar-cafeteria en un centre cívic i que en el moment del cas estava a l'atur.

## Transcurs del cas
Felip Puig va negar que els Mossos d'Esquadra haguessin llançat pilotes de goma el 14 de novembre i va arribar a suggerir que havien estat els mateixos manifestants que havien ferit a Ester Quintana. Un vídeo publicat a YouTube va mostrar un antiavalots utilitzant una llançadora —que dispara projectils de 40 mm de diàmetre i que és més precisa que les pilotes de goma— a la confluència de la plaça de Catalunya amb Ronda de Sant Pere, a menys de 100 metres d'on Quintana va resultar ferida.
Ester Quintana va presentar una querella criminal contra els Mossos, que va ser admesa a tràmit el 18 de desembre de 2012. Un dels testimonis, l'infermer que la va atendre, va explicar al jutge que Quintana no presentava a l'ull cap tall, ni brutícia, ni vidres, ni pols, sinó que era una ferida «neta i llisa», compatible amb l'impacte d'una bala de goma i no amb el de qualsevol altre objecte.
Finalment, el 26 de març de 2013, el jutjat d'instrucció número 11 de Barcelona que portava el cas va citar a declarar dos Mossos d'Esquadra com a imputats: el comandament i l'agent escopeter de la furgoneta Dragó 40 de la Brigada Mòbil.

## Campanya mediàtica
Stop Bales de Goma va impulsar una campanya per reclamar el veto als projectils, que va aconseguir que més de dos milers de persones es fotografiessin amb un pegat a l'ull en suport a Ester Quintana.
El 9 de setembre de 2015 es va estrenar als Cinemes Girona el documental "A tu què et sembla", una peça realitzada per un grup d'estudiants de l'EMAV amb l'objectiu de donar a conèixer el cas.

## Conseqüències
El 13 de desembre de 2012 va dimitir el comissari cap de Recursos Operatius dels Mossos d'Esquadra i cap dels antiavalots Sergi Pla, després que la direcció del cos policial admetés una fallada en la cadena de comandament sobre l'actuació durant la vaga general. El juliol de 2013 el Departament d'Interior de la Generalitat de Catalunya va retirar de les seves tasques al cap i als sis agents de la unitat Dragó 414 per «indisciplina», després d'haver admès que van baixar del vehicle a la cruïlla de passeig de Gràcia amb Gran Via de les Corts Catalanes i que «creien recordar» que només es va disparar un projectil i haver negat aquesta informació durant vuit mesos.